# 브루크 AG역
브루크 AG역(독일어: Bahnhof Brugg AG)은 스위스 아르가우주에 있는 브루크 시정촌에 서비스를 제공한다. 1856년에 문을 연 이 철도는 스위스 연방 철도가 소유, 운영한다.
이 역은 취리히와 올텐 사이의 원래 노선의 일부인 바덴-아라우 철도, 바젤 SBB와 브루크를 연결하는 보츠베르크 철도노선(Bözbergstrecke), 그리고 브루크와 로트크로이츠를 연결하는 브루크-헨트시켄선 사이의 교차점을 형성한다.

## 위치
브루크역은 도심의 남동쪽 가장자리에 있는 아라우어슈트라세와 반호프슈트라세 사이의 교차로에 위치해 있다.

## 운행편
다음 서비스는 브루크에서 정차한다.
- 인터레기오 : 바젤 SBB 및 취리히 중앙역까지 30분 운행, 베른 및 취리히 공항까지 1시간 간격 운행.
- 레기오익스프레스 : 올텐과 베팅겐 사이를 매시간 운행한다.
- 취리히 S-반 S12 : 빈터투어까지 30분 운행 기차는 빈터투어에서 샤프하우젠 또는 빌까지 계속된다.
- 아르가우 S-반 :
  - S23 : 랑엔탈과 바덴 사이의 매시간 운행.
  - S25 : 무리 AG까지 매시간 운행.
  - S29 : 아라우와 투르기를 주르제까지 다른 모든 열차가 계속 운행된다.

## 같이 보기
- 스위스의 철도